# Axl Rose
Axl Rose, pseudonimo di William Bruce Rose Jr. (Lafayette, 6 febbraio 1962), è un cantautore e polistrumentista statunitense.
È noto soprattutto come frontman della band statunitense Guns N' Roses, di cui è stato l'unico membro fisso. Ha ottenuto il successo principalmente tra la fine degli anni ottanta e l'inizio dei novanta per poi scomparire fino al 2001 quando, con una nuova formazione dei Guns, ha iniziato ad esibirsi in una nuova serie di concerti a partire dal Rock in Rio 3.
Ha un'estensione vocale di cinque ottave (solo dal vivo di ben tre ottave e mezzo) e la sua caratteristica è quella di riuscire agevolmente ad eseguire il cosiddetto “passaggio di registro”, passando da note profonde e ben proiettate, fino ad arrivare ad acutissimi graffiati grazie ad una grande padronanza del cry.
Il 17 aprile 2016 è entrato a far parte degli AC/DC per terminare il tour del 2016 al posto di Brian Johnson, affetto da gravi problemi di udito (fino al 2018); successivamente è tornato con i Guns, cambiando ulteriormente la formazione del gruppo e riunendosi a distanza di diversi anni con due membri originali (Duff McKagan e Slash), iniziando un lungo tour mondiale che tutt’oggi va avanti.
Nel 2006 la rivista Hit Parader lo ha inserito nella sua lista dei 100 migliori cantanti metal di tutti i tempi alla posizione numero 11.

## Biografia

### Infanzia
Quando William Rose (junior) aveva due anni, il suo padre biologico, William Rose (senior), di origine scozzese, lasciò la moglie, Sharon E. Lintner, una diciottenne discendente da una famiglia di retaggio tedesco, dopo aver rapito e violentato William Rose jr. In seguito la madre di William si risposò con Stephen Bailey, e il suo nome venne così cambiato in William Bruce Bailey. La famiglia di William viveva a Lafayette nell'Indiana, dove il suo patrigno, un uomo molto severo e devoto cristiano, gli impartì una rigida educazione religiosa. Stephen Bailey era comunque sessualmente disturbato, per cui molestava frequentemente sia William che la sorella Amy, oltre che la madre.
Le ripercussioni nella mente del giovane William, portarono come conseguenza alle numerose disavventure con la polizia locale e ai numerosi problemi con la legge nella sua età adolescenziale. Molto spesso il giovane William era preso di mira e oggetto di soprusi proprio da parte dei poliziotti di Lafayette. Tutti questi soprusi subiti, sia in casa (dal patrigno) che fuori dalle mura domestiche (ad opera delle autorità), fecero crescere in William uno spirito ribelle, con una forte voglia di riscatto, in primo luogo proprio nei confronti del patrigno tanto odiato. William aveva un forte interesse per la musica, così, da giovanissimo formò una band di nome "Axl", che poi prese il nome di "Hollywood Rose". Fu quando la band si sciolse che William decise di tenere il nome originario della band per sé, e così modificò il suo nome in William Axl Bailey.
A circa 17 anni Axl fece due importanti scelte: la prima, cambiare il proprio cognome da Bailey a Rose, dopo aver scoperto chi fosse il suo vero padre; la seconda, lasciare la casa, finendo a Los Angeles, dove si unì agli amici d'infanzia Vito Carels e Jeff Isbell (che cambierà il suo nome più volte: prima in Jeff Bell, poi in Izzy Bell, ed infine nell'ormai noto Izzy Stradlin), per seguire con loro la carriera di musicista rock.

### Guns N' Roses

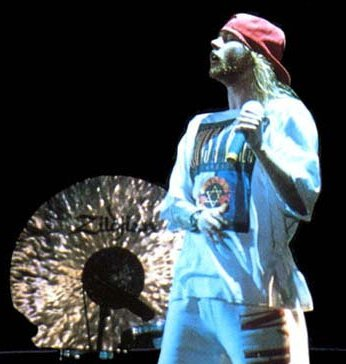
Axl Rose live in Israele nel 1993.

Los Angeles nei primi anni Ottanta comprendeva sia gruppi punk che heavy metal. Rose voleva fondere i due stili in un'unica cosa. Insieme a Stradlin, Rose si spostò in molti gruppi, inclusi i Rapidfire in cui militò dagli inizi degli anni ottanta fino al 1983 (l'EP in cui era presente Axl Rose è stato pubblicato nel 2014, con il nome Ready to Rumble), i L.A. Guns e gli Hollywood Rose.
Prima di fondare i Guns N' Roses, Axl, assieme a Tracii Guns, fondò nel 1983 gli L.A. Guns. Successivamente Axl lasciò il gruppo per entrare negli Hollywood Rose. Tempo dopo gli Hollywood Rose si fusero con gli L.A. Guns (che poi si riformeranno), dando quindi il nome Guns N' Roses, che comprendeva alcuni membri di entrambe le band. Dagli Hollywood Rose provenivano Axl alla voce e Izzy Stradlin alla chitarra ritmica, mentre dagli L.A. Guns proveniva la parte rimanente composta da Tracii Guns alla chitarra solista, Ole Beich al basso e Rob Gardner alla batteria. Questa fu la prima formazione dei Guns N'Roses nel 1985.
Nello stesso anno Tracii Guns e Rob Gardner si staccarono dai Guns n' Roses per riformare gli L.A. Guns, e anche Ole Beich lasciò il gruppo. Questi vennero sostituiti da Steven Adler alla batteria, Duff McKagan al basso e Slash alla chitarra solista. Questa fu la formazione con la quale i Guns N'Roses divennero famosi ed incisero il primo album Appetite for Destruction, nel 1987.
I Guns N' Roses firmarono un contratto con la Geffen Records nel 1986. La band pubblicò il primo vero album, Appetite for Destruction, nel 1987. Mescolando i potenti accordi di Slash con la voce penetrante di Rose, l'album rappresentò un nuovo tipo di glam metal che impiegò un po' di tempo per affermarsi, ovvero lo sleaze glam. Nel 1988 i Guns N' Roses arrivarono in cima alle classifiche, aiutati anche dalla massiccia popolarità che i singoli "Welcome to the Jungle", "Paradise City" e "Sweet Child o' Mine" riscossero fra il pubblico. In particolare "Sweet Child o' Mine" fu scritta da Axl per la sua ragazza (più tardi ex-moglie) Erin Everly, figlia di Don Everly degli Everly Brothers, che compariva anche nel video della canzone.
Originariamente famosa per la sua musica, la band presto ottenne popolarità per lo stile di vita sregolato, alimentato da un impressionante uso di droghe. Presto il gruppo divenne instabile, annullò molti concerti, mentre si susseguivano le voci riguardanti un loro scioglimento.
Durante l'esibizione al festival Monsters of Rock a Castle Donington, in Inghilterra, nell'agosto del 1988, di fronte a 107 000 fan, due persone persero la vita, schiacciate dalla danza scatenata dall'esecuzione del brano "It's So Easy". Rose fermò il concerto varie volte nel tentativo di porre rimedio all'assembramento. Da allora, nei concerti a venire, si rivolse ripetutamente ai fan turbolenti. Dopo la morte dei due fan, il Monsters of Rock fu cancellato nel 1989.
Nel 1988 la band pubblicò G N' R Lies, album di grande successo ma subissato di critiche per la canzone "One in a Million", che fu interpretata come un insulto agli omosessuali, ai neri e agli immigrati. Dopo una serie di ritardi la band pubblicò, nel 1991, il doppio album Use Your Illusion I e Use Your Illusion II, che rimane a tutt'oggi il loro lavoro più famoso. La band non poté neanche esibirsi a un concerto per beneficenza che come leit motiv aveva l'uguaglianza perché gli organizzatori non giudicarono di buon gusto il testo di "One in a Million".
Nonostante il grande successo dell'album la band finì presto nei guai. Rose, durante l'esecuzione di Rocket Queen, saltò giù dal palco per aggredire un fan a St. Louis, Missouri perché in possesso di una macchina fotografica non autorizzata. All'invito di Axl al fan di consegnargli lo strumento, quest'ultimo lo insultò e ciò provocò la reazione del cantante. Un'altra rissa scoppiò l'8 agosto del 1992 al Montreal Stade Olympique, quando Rose, in ritardo per l'apparizione della band, uscì dopo aver cantato solo un paio di canzoni. Questi incidenti, insieme alla comparsa di un nuovo stile musicale detto grunge, portarono a un calo di immagine dei Guns N' Roses che apparivano come troppo indulgenti con loro stessi e appartenenti al passato. Rose stesso cominciò a essere visto come imprevedibile e strano quando causò ritardi nelle produzioni e venne alle mani con Kurt Cobain durante gli MTV Video Music Awards del 1992. Axl Rose era un grandissimo fan dei Nirvana e chiese a Cobain di aprire, con la sua band, i concerti dei Guns N' Roses in un tour congiunto ma Kurt (per tutta risposta) schernì Axl con la stampa.
Nel 1993 i Guns N' Roses pubblicarono un album di cover punk, The Spaghetti Incident?, che ricevette critiche discordanti (spesso assai negative) da stampa e pubblico, che forse non si aspettava un album di cover. Axl licenziò Gilby Clarke nel 1994, il quale venne poi sostituito da Paul Tobias.
I rapporti con Slash intanto si deteriorarono a tal punto che già da quell'anno i due si parlavano appena. Quest'ultimo e gli altri membri del gruppo si dedicarono a numerosi progetti paralleli, mentre la band sembrava sempre più prossima allo scioglimento. Nel 1996 Slash lasciò ufficialmente il gruppo e nel 1997 Axl acquistò i diritti sul nome del gruppo. Quello stesso anno Matt Sorum fu licenziato e Duff lasciò anch'esso la band.
Axl fece di nuovo parlare di sé nel 1998, quando fu arrestato per aver aggredito degli addetti alla sicurezza all'aeroporto di Phoenix. Nel 1999 mise su una nuova formazione per i Guns N' Roses e pubblicò una canzone, "Oh My God", per la colonna sonora del film Giorni contati - End of Days. A quel tempo Rose rivelò anche il titolo del nuovo album sul quale la band stava lavorando, Chinese Democracy.
Nel 2001, a Rock in Rio III, Axl svelò la nuova formazione dei Guns N' Roses, composta dai chitarristi Buckethead, Robin Finck e Paul Tobias, il bassista Tommy Stinson, il batterista Bryan Mantia e i tastieristi Dizzy Reed e Chris Pitman.
Axl si presentò visibilmente ingrassato e col viso tirato e la sua performance fu deludente; i nuovi musicisti inoltre, pur se di grandi capacità tecniche, provenivano da ambienti musicali totalmente differenti rispetto ai vecchi membri. Il tour in Nord America che seguì fu fallimentare e segnato dalla rivolta che seguì l'improvviso annullamento del concerto di Vancouver.
Nel 2002 il chitarrista Paul Tobias lascia la band e viene sostituito da Richard Fortus.
Nel 2004 il chitarrista Buckethead, stanco dei continui rinvii dell'album, abbandonò la band. Intanto i rapporti di Axl con gli ex compagni continuavano a essere pessimi, e nel 2005 Duff e Slash gli fecero causa sostenendo che avesse tenuto un milione di dollari di diritti che spettava a loro. L'unica cosa su cui i tre si trovarono d'accordo fu quando tentarono invano di impedire la pubblicazione del Greatest Hits della band.
Nel 2006 Axl si presentò alla festa per il lancio del nuovo album dei Korn e rilasciò un'intervista in cui annunciava che l'album era in fase di lavorazione avanzata e in cui disse di aver parlato con Izzy e di avere buona stima di Slash. Rispetto al 2002 Axl era dimagrito e visibilmente più rilassato e padrone di sé. Fu annunciato in primavera un grande tour estivo europeo, con partecipazione a numerosi festival, anticipato da quattro show a New York, in cui presentò anche il terzo e nuovo chitarrista Ron Thal. Una nuova nota positiva fu che anche il resto del gruppo si era riavvicinato a un look e a un sound decisamente molto più rock. Il tour europeo e quello successivo in Nord America sono stati un grande successo e hanno visto come ospiti il vecchio amico di Axl, Sebastian Bach e l'ex Guns, nonché amico di vecchissima data, Izzy Stradlin.
Dall'inizio del 2008 la band lavorò alle fasi finali del nuovo album. Il 23 novembre 2008, a quindici anni dal loro ultimo album, i Guns N' Roses pubblicarono Chinese Democracy attraverso il rivenditore al dettaglio Best Buy, ma Rose non contribuì alla promozione del disco. L'11 dicembre, dopo mesi di silenzio, Rose rispose ad alcune domande sui Guns N' Roses poste su alcuni forum di discussione su Internet. In un'intervista successiva dichiarò di non aver ricevuto abbastanza supporto da Interscope Records riguardo alla pubblicazione dell'album.

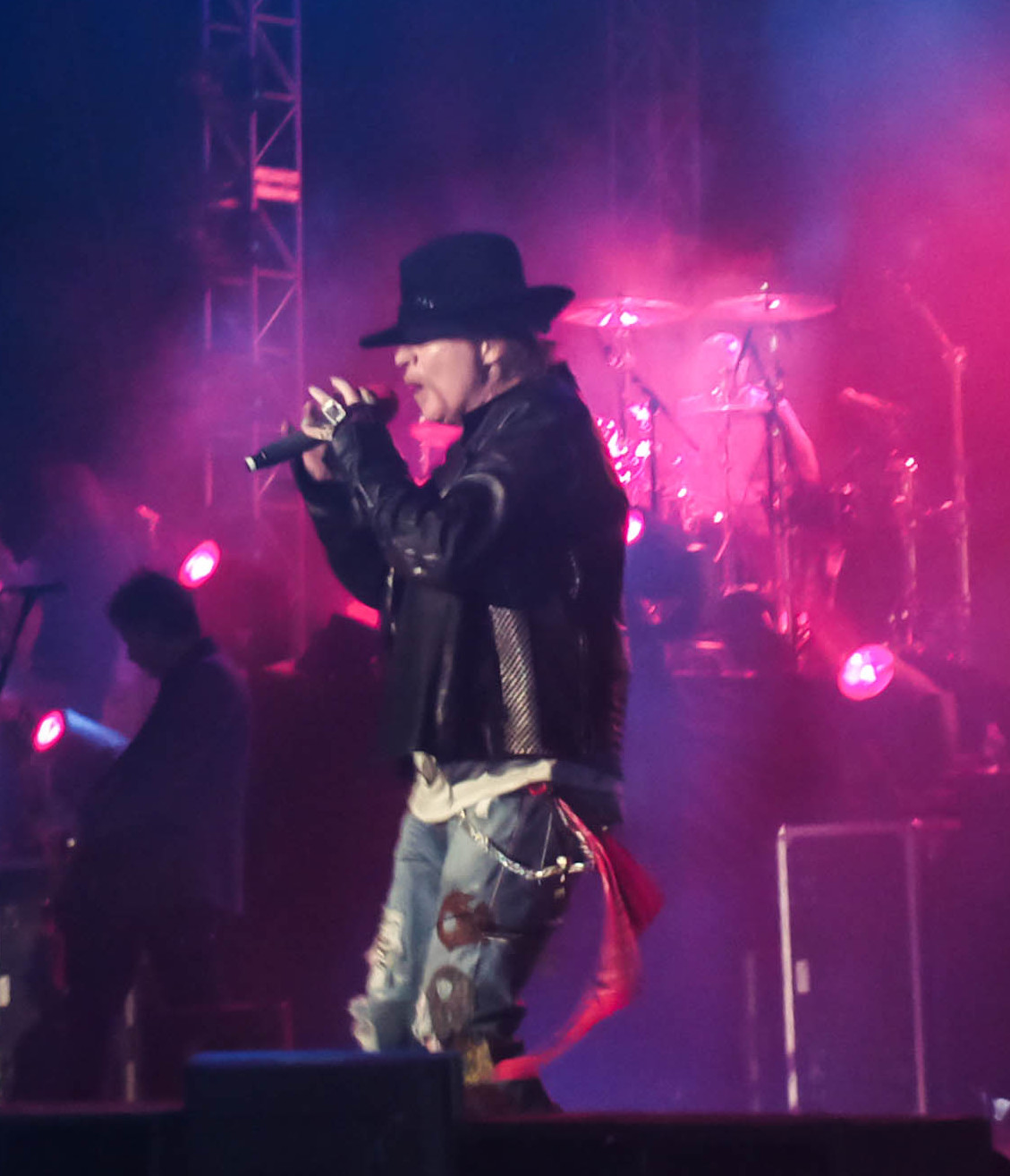
Rose in concerto a Bangalore, India, nel dicembre 2012

Nel dicembre 2009 Rose partecipò al tour asiatico dei Guns N' Roses, che suonarono anche alla O2 Arena di Londra nell'ottobre 2010. Nell'ottobre 2011 la band suonò al Rock in Rio 4 e iniziò poi un tour in America, che la portò anche negli Stati Uniti a cinque anni dalle ultime esibizioni negli USA. Nel corso del tour Rose accumulò debiti che gli costarono un'ammenda di 1,87 milioni di dollari dopo una denuncia del manager della band, Irving Azoff. Rose rispose con una querela nei confronti di Azoff, accusato di aver sabotato la promozione di Chinese Democracy, in modo da costringere il gruppo ad un tour di reunion.
Nel dicembre 2011 fu annunciato il suo ingresso nella Rock and Roll Hall of Fame insieme ai componenti originari dei Guns N' Roses, ingresso che si concretizzò nel 2012, primo anno utile per l'inserimento. Il 14 aprile 2012 Rose non presenziò alla cerimonia, dicendo che "lì non sono voluto né rispettato".
Nel 2012 e nel 2014 partecipò con la sua band alla residenza artistica insediatasi al The Joint di Las Vegas, oltre a cantare in Nordamerica, Asia e Sudamerica per l'Appetite for Democracy Tour, serie di esibizioni dal vivo per celebrare gli anniversari degli album Appetite for Destruction e Chinese Democracy.
Nel 2014 vinse il premio alla carriera "Ronnie James Dio", consegnato dalla rivista Revolver nella cerimonia dei Revolver Golden Gods Awards. In un'intervista del 2014 disse che il seguito di Chinese Democracy e un album di remix erano già stati completati e attendevano la pubblicazione.
Nel gennaio del 2016, tramite il proprio account Twitter, Rose annunciò la partecipazione dei Guns N' Roses al Coachella Festival, confermando le voci che circolavano da mesi circa una reunion con Slash e Duff McKagan. Il 7 maggio 2016 iniziò un tour come frontman degli AC/DC in sostituzione del frontman ufficiale Brian Johnson, costretto a saltare la tournée a causa di alcuni problemi gravi all'udito.
Il 25 novembre 2018 i Guns N' Roses hanno interrotto bruscamente il concerto che stavano tenendo ad Abu Dhabi perché Axl Rose ha avuto un malore, scatenando l'ira dei fan.
Durante il "Not in This Lifetime Tour" i Guns n' Roses hanno suonato insieme ai Foo Fighters al Firenze Rocks; nel gennaio e nel luglio 2020 iniziarono a circolare voci su un futuro album dei Guns.

## Vita privata
Axl Rose è stato fidanzato con Erin Everly. La loro relazione comincia nel 1986. È a lei dedicata la famosa canzone Sweet Child o' Mine. I due si sposano il 28 aprile 1990, si separano dopo solo un mese di matrimonio, per poi riconciliarsi. Chiedono il divorzio nel gennaio del 1991. In seguito ha avuto una relazione, durata due anni, dal 1991 al 1993, con la supermodella Stephanie Seymour, la quale appare in due video del gruppo, Don't Cry e November Rain. Il cantante l'accusò di infedeltà.
Axl è affetto da disturbo bipolare, che gli è stato diagnosticato all'età di ventisei anni, e per ciò ha cominciato una terapia al litio, sostenendo tuttavia l'inefficacia del prodotto. Da qualche tempo è un sostenitore della medicina omeopatica.

## Discografia parziale

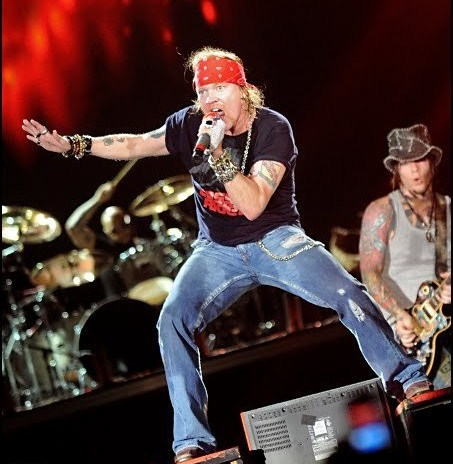
Axl Rose nel 2010 in concerto

### Discografia solista

#### Collaborazioni
- 1989 - Michael Monroe - Not Fakin' It
- 1994 - Gilby Clarke - Pawnshop Guitars
- 1996 - The Outpatience -  Anxious Disease
- 1999 - Alice Cooper - The Life and Crimes of Alice Cooper
- 2007 - Sebastian Bach - Angel Down

### Discografia con gli Hollywood Rose
- 2004 - The Roots of Guns N' Roses

### Discografia con i Guns N' Roses

#### Album in studio
- 1987 - Appetite for Destruction
- 1988 - G N' R Lies
- 1991 - Use Your Illusion I
- 1991 - Use Your Illusion II
- 1993 - The Spaghetti Incident?
- 2008 - Chinese Democracy

#### Album dal vivo
- 1999 - Live Era 87-93

#### Raccolte
- 1998 - Use Your Illusion
- 2004 - Greatest Hits

#### EP
- 1986 - Live ?!*@ Like a Suicide
- 1987 - Live From the Jungle
- 1993 - The "Civil War" EP
- 2022 - Hard Skool

#### Singoli
- 1994 - Sympathy for the Devil
- 1999 - Oh My God
- 2018 - Shadow of Your Love
- 2021 - Absurd
- 2021 - Hard Skool
- 2023 - Perhaps
- 2023 - The General

## Filmografia parziale

### Attore
- Scommessa con la morte (The Dead Pool), regia di Buddy Van Horn (non accreditato)

### Doppiatore
- DJ: Tommy "Nightmare" Smth nel videogioco Grand Theft Auto: San Andreas (2004)